# Plectrocnemia acanthos
Plectrocnemia acanthos är en nattsländeart som beskrevs av Wolfram Mey 1996. Plectrocnemia acanthos ingår i släktet Plectrocnemia och familjen fångstnätnattsländor. Inga underarter finns listade i Catalogue of Life.